# Hirondelle à queue courte
Psalidoprocne nitens
Espèce
Statut de conservation UICN

 LC  : Préoccupation mineure
L'Hirondelle à queue courte (Psalidoprocne nitens) est une espèce de passereau de la famille des Hirundinidae.

## Description
C'est la plus petite des hirondelles africaines du genre Psalidoprocne, elle mesure environ 11 cm pour un poids de 8 à 11 g . 
Les parties supérieures, y compris les couvertures alaires sont brun foncé avec des reflets  verts mais le front, le capuchon et la nuque sont légèrement plus ternes que le reste du dessus. Le menton, la gorge et les joues présentent une nuance plus gris-brun. La poitrine, l'abdomen, les flancs et les sous-caudales ont une irisation vert foncé qui est très nette sur le ventre et sur les flancs.
Le desous des ailes sont gris-brun avec à peine un peu de reflets. Les rémiges primaires et les secondaires sont brun noirâtre avec de faibles reflets. La queue se termine en carré, elle est brun noirâtre ave des reflets bleus violacé , en particulier sur la paire de rectrices centrales.
Le bec est noir, les iris bruns. Les pattes et les doigts sont noirâtres.
Il n'y a quasiment pas de dimorphisme sexuel , toutefois les femelles n'ont pas de denture sur les filets externes de la 1ère primaire. Les juvéniles ont un plumage terne, avec moins de reflets que les adultes.

## Comportement

### Locomotion
Comme pour la plupart des hirondelles communes elle se déplace en volant avec une préférence pour le vol battu, mais elle peut marcher sur le sol (3 km/h) lorsqu'elle cherche sa nourriture (chenilles brunes, sauterelles herbacées entre autres).

### Alimentation
Le régime de cet oiseau n'est pas bien connu. Comme la plupart des hirondelles, elle consomme principalement des insectes comme les petits coléoptères et les fourmis volantes. Il est connu pour ingurgiter des insectes xylophages de la famille des bostrichidés et des mouches. Il est particulièrement friant des fourmis volantes et de termites.

### Reproduction
Les limites de la saison de reproduction semble coïncider étroitement avec la fin de la saison sèche et le début de la saison des pluies.
Comme site de nidification, ces hirondelles utilisent en priorité des trous qui ont été creusés dans des berges sablonneuses ou argileuses, des talus qui bordent des rivières. Le tunnel creusé par les oiseaux eux-mêmes mesurent entre 30 cm et 2 m de long, il est incliné vers le haut et il s'élargit dans sa partie terminale, formant une chambre de ponte dans laquelle le nid est bâti. Ce dernier est construit principalement avec des matériaux comme les mousses ou les lichens. La ponte comprend généralement 2 œufs de couleur blanche, longs et pointus, mesurant environ 20 mm sur 13. La durée d'incubation et le séjour au nid sont inconnus.

## Répartition et habitat

### Habitat
Les hirondelles à queue courte ont un habitat qui se limite presque exclusivement aux forêts. A l'intérieur de celles-ci, on les trouve dans les clairières, à proximité des zones récemment brûlées. On peut également les observer dans les villages, aux environs des terres cultivées et des rivières ou parfois au-dessus de la cime des arbres. Les hirondelles à queue courte fréquentent à la fois les forêts pluviales primaires et les boisements secondaires parvenus à un bon stade de développement. 

### Répartition
Son aire de répartition s'étend sur la Guinée, la Sierra Leone, le Liberia, la Côte d'Ivoire, le Ghana, le Nigeria, le Cameroun, la République centrafricaine, la Guinée équatoriale, le Gabon, la République du Congo, la République démocratique du Congo et l'Angola.

## Sous-espèces
Cet oiseau est représenté par 2 sous-espèces :
- Psalidoprocne nitens centralis (Neumann, 1904) ;
- Psalidoprocne  nitens nitens (Cassin, 1857).